# Евгений Тодоров (журналист)
 Тази статия е за журналиста.  За фолклориста вижте Евгений Тодоров (фолклорист).  
Евгений Тодоров е български журналист, основател на Пловдивска обществена телевизия, драматург, режисьор, писател и блогър..

## Биография
Роден е на 4 август 1949 г. в Пловдив. Завършва Руската езикова гимназия в Пловдив, а по-късно славянска филология в Софийския университет. Започва работа в радио Пловдив, след това продължава в РТВЦ-Пловдив. До 1989 г. работи в БНТ и е съосновател на известните телевизионни предавания „За един милиард“, „За инициативните и предприемчивите“, „Адрес 4000“ и др. След 10 ноември напуска журналистиката и започва период на предприемачество: занимава се с търговия, производство на хранителни стоки, открива ресторант, билярд зала, пробва се в хазартния бизнес. 
Връща се към журнализма, като става съдружник в „САТ ТВ“ ООД, в рамките на която функционира Телевизионна къща САТ – една от първите продуцентски къщи у нас, реализирала над 100 външни продукции. През 1998 г. основава Пловдивска обществена телевизия „Тракия“, в която изпълнява много роли: главен мениджър, главен редактор и водещ. Има над 100 телевизионни филма и предавания. 

## Творчество
Автор е на 13 книги, сред които превърналата се в бестселър „Особености на филибелийския характер“, „Наръчник на носталгика“, „Тайните писма до Бойко Борисов“ и романът „Рекет“, претърпял три издания. Тодоров е автор и на серия от пет документални книги „Запомнете Пловдив“ – стари истории, разказани от очевидци.
Евгений Тодоров е популярен блогър и първата му книга „Записки по българския преход“ е основана на блога му

### Книги
- Записки по българския преход (2009)
- Наръчник на носталгика (2010)
- Тайни писма до Бойко Борисов и други явни и секретни писма и документи (2011)
- Особености на филибелийския характер (2014)
- Рекет (2 части) (2019, 2022)
- Запомнете Пловдив (5 части) (2013 – 2019)
- Сбогом, Америка, сбогом, Пловдив (2021)
- Книга за Нери (2023)
- Дефицит (2024)

### Филмов сценарий
Тодоров е сценарист на филма „Дефицит“, разкриващ корупцията в „развитото социалистическо общество“ и сниман през 1989 г. в студио „Бояна“. Главните роли се изпълняват от Ели Скорчева, Катя Паскалева и Надя Тодорова.

## Семейство
Съпруга на Тодоров е телевизионната журналистка Нери Терзиева, имат една дъщеря и двама внуци.

## Почит
На 7 юли 2022 г. Евгений Тодоров е удостоен със званието „Почетен гражданин на Пловдив“.